# Estación Monteagudo
Monteagudo es una estación de ferrocarril de la localidad de Monteagudo en el departamento Simoca, en la provincia de Tucumán, Argentina.

## Servicios
No presta servicios de pasajeros, sólo de cargas. Sus vías corresponden al Ramal CC del Ferrocarril General Belgrano. Sus vías e instalaciones están a cargo de la empresa estatal Trenes Argentinos Cargas.